# Убийство на Георги Марков
Убийството на Георги Марков е епизод от Студената война – неразкрито покушение на 7 септември 1978 г. на моста Ватерло в Лондон срещу българския писател дисидент Георги Марков, завършило със смъртта му на 11 септември. Сведенията за инцидента са получени от последвалите разпити и разкази на свидетели и официалните прессъобщения на разследващите служби.

## Предистория
Георги Марков е успешен писател и драматург в социалистическа България през 60-те години на XX век. През 1969 г. заминава при брат си в Италия. Макар че първоначално смята да си почине и да се завърне, в крайна сметка остава на Запад. Озовава се в Англия, където започва работа в Би Би Си през 1972 г., по-късно започва да сътрудничи и на радиостанциите „Дойче веле“ и „Свободна Европа“. Българският му паспорт е продължен няколко пъти, но накрая изтича. В България срещу него е заведено съдебно дело като невъзвращенец. На 27 декември 1972 г. е осъден задочно на 6 години и 6 месеца затвор. Произведенията му са иззети от библиотеките, а името му не се споменава в официалната българска преса и медии до падането на комунизма. Държавна сигурност го причислява към групата на „вражеската емиграция“ и започва оперативната му разработка под кодовото име „Скитник“. От 1975 до 1978 г. Марков работи над своите „Задочни репортажи за България“ – очерци и анализи за живота в социалистическа България. Те се излъчват всяка седмица по радио „Свободна Европа“. Критиките, отправяни към недостатъците на социалистическия строй и лично към Тодор Живков, стават причина Марков да си навлече гнева на българското политическо и държавно ръководство. Той неколкократно получава предупреждения, че срещу него се готви нещо.

## Възстановка на инцидента
Сведенията за инцидента са получени от последвалите разпити и разкази на свидетели и официалните прессъобщения на разследващите служби.

### Място
Мостът „Ватерло“ е с две платна и двупосочно движение. Всяко от платната има и съответното пешеходно. В двата края на моста има стълбища, чрез които пешеходците се изкачват на моста от северната или южна му страна, и могат да се придвижват по него в желаната от тях посока и пешком. Слизайки по стълбището от южната страна на моста, пешеходецът се оказва на еднопосочно платно за движение, което геометрично погледнато е перпендикулярно на главната ос на моста. Що се касае до 1978, от моста таксиметрови шофьори не вземат пътници, и практически, такси на моста не може да бъде спряно, или да чака когото и да е било. Към 1978 е било забранено изобщо на МПС да спират на моста като и до днес съществува забрана за изпреварване по него (непрекъсната бяла линия). Според друга версия, от разпитите (един по един) на десетките хиляди таксиметрови шофьори, от Скотланд Ярд, и в рамките на разследването, не е установено някой от тях да е качвал пътник в този ден от моста „Ватерло“.

### Ход на събитията

#### Покушението
- Според Ричард Къмингс (Richard H. Cummings – бивш шеф на сигурността на радио „Свободна Европа“ и консултант на филма на Дексел) ([6] – глава „Атаката на моста „Ватерло“)

Около 14 часа, Марков потегля към работното си място и паркира под южната част на моста Ватерло". Според Къмингс, Марков изкачва южните стълби, стига на моста, и приближава хората, чакащи на автобусната спирка (оригинал, цитат – ... as he neared the queue of people waiting for the bus ...), но с каква цел – да продължи пеш, или да чака автобус, не става ясно. Друга противоречива фраза тук е „...той изкачи стълбите към автобусната спирка...“ (оригинал, цитат – ... he climbed the stairs to the bus stop ...). От снимките на моста и отношението му към южната стълба ясно се вижда, че стълбата води само до нивото на моста, но е нужно да се завие наляво, и едва след около няколко метра се стига до въпросната спирка. Марков усеща остра болка, обръща се и вижда човек, който се отдалечава от него. Бързо отдалечаващият се мъж се качва на такси, паркирано наблизо (оригинал-цитат-"...parked nearby..."). От редица източници днес става ясно, че таксита на моста „Ватерло“ през 1978 г. не са могли нито да спират, нито да чакат.
- Според филма „Накаран да замлъкне: Георги Марков и убийството с чадър“, 2013, на Клаус Дексел[3]

Марков е следобедна смяна в Би Би Си. Около 14 часа той напуска дома си в предградие на Южен Лондон, и след около половин час шофиране, около 14.30, пристига под южната част на моста „Ватерло“, където има обичай да паркира на платен паркинг. Анабел Маркова в интервюто си за филма потвърждава, че съпругът ѝ е имал навик да се движи пешком до сградата на ББС „Bush House“, не е ползвал автобус, и затова вероятно не е чакал на автобусната спирка. След като паркира, Марков се изкачва по южните стълби на моста, с намерение да продължи по тротоара до „Bush House“. За отбелязване е също, че на няколко метра вляво от мястото, където южното стълбище завършва на нивото на моста, през 1978 има автобусна спирка. Изкачил се на моста, за да продължи пешком както обикновено (и неясно, какво разстояние точно е извървял след изхода от стълбището, и на моста вече), Марков усеща силна прободна болка в задната част на дясното си бедро. Обръщайки се (поради болката) инстинктивно надясно, Марков вижда зад себе си мъж в приклекнало положение, опитващ се да вдигне падналия си чадър. Мъжът вдига чадъра от земята, изправя се, кратко и неразбрано (с не особено ясна дикция, с чужд акцент според Къмингс) измърморва „Извинявайте...“, след което бързо се спуска по същите стълби, по които Марков току-що се е изкачил. Марков приближава перилата на моста, от където има пряк обзор към изхода на южното стълбище (което току-що е изкачил) и под моста, където има едно платно и еднопосочно движение. Марков вижда въпросния мъж, вече слязъл, и на нивото на платното, да спира минаващо в същата посока такси, да разговаря кратко с някого вътре, след което да се качва в таксито и заминава в неизвестна посока.
- Според Теодор Лирков[8]

Според Лирков, дежурствата в ББС започвали „...рано следобед...“ без да е ясно, кое е редовна смяна, и кое – дежурство. Към 18.20 Георги Марков е напуснал за кратко работното си място за да премести (препаркира) колата си от южната страна на моста „Ватерло“ в близост с „Bush House“ – отсъствал от около 18.20 до около 18.45. В този час обикновено мнозинството от редовните служители на ББС приключват работния си ден, и затова се освобождават места за паркиране:
| „ | Веднага след като се връща в редакцията след около четвърт час, Марков ми разказа как на път за колата някакъв случаен минувач се сблъскал с него, при което е изпуснал по невнимание чадъра си. | “ |

По молба на Георги Марков, Лирков оглежда въпросното място и установява „малка раничка от убождане, обагрена с прясна кръв точица“ в областта на задната част на дясното бедро, но и двамата игнорират находката.
Лирков обаче не идентифицира точно времето на инцидента – не е ясно по причина на какво след завръщането си Марков е споделил станалото – с оглед на засилваща се болка е разказал станалото в друг час, или разказаното касае събитие, станало точно по времето на този четвърт час. Освен това, в това интервю, Лирков споменава за това, как непознатият „... спрял едно от минаващите таксита и отпътувал с него“. Въпросът тук е, че на моста „Ватерло“, и през 1978, не спират таксита за да вземат пътници, и второ, за да хване такси, непознатият би трябвало да пресече платното, което също е забранено, а и ширината за пресичане е голяма (две платна плюс половин пешеходно). Освен това, периодично се появят други твърдения, според които Марков е отишъл не да препаркира колата си, а да поднови платения паркинг под южния край на моста „Ватерло“, но преобладаващото мнение потвърждава версията с преместване на колата.
Друг аргумент в полза на факта, че Лирков вероятно е сбъркал времето, е че началото на локалните симптоми от рициновото имплантиране са до около 4 часа, а системните започват да се проявяват до около 6 часа от инцидента. Следователно, най-логичната версия е че, с оглед засилване на болката, и след завръщането си (отсъствие, траещо четвърт час) Марков да се е оплакал на Лирков, вероятно около 18.45 -19 часа (съвпадащо и с думите на Лирков за времето на разговора), и в отговор на въпроса „... какво се случи?“, да му е описал инцидент, но станал при първото паркиране на колата около 14.30, а не в 18.20 – 18.45, като Лирков вероятно погрешно е запомнил, или възпроизвежда, времето на инцидента.

#### След инцидента
Към 22.30 Марков се прибира у дома, и (според версията на Дексел) нищо не споделя със съпругата си.
В интервю на Анабел Маркова за BBC News от 13 септември, тя описва разговор със съпруга си, в който той ѝ споделя, че мисли, че е бил убоден от нещо като „...връх на чадър“ и показва убоденото си място, което според думите ѝ изглеждало като убождане от инжекция. От доклада на Скотланд Ярд става ясно, че този разговор е проведен в 2 ч през нощта срещу 8 септември Д-р Бърнард Райли твърди същото в писмени спомени,. От това интервю на Анабел Маркова реално тръгва мотивът за „български чадър“ като вид използвано оръжие – нещо, за което не съществуват никакви нито преки, нито косвени доказателства. Маркови веднага търсят медицинска помощ от общо практикуващия лекар, но той отказва да дойде посред нощ и дава съвети по телефона. На следващия ден, петък 8 септември, Анабел Маркова отива на работа и се връща в 17:30. Заварва Марков с висока температура и значително влошено състояние, и веднага вика общо практикуващия лекар (в показанията си той грешно описва мястото на раняване – "... Прегледах раната, която се намираше върху горната външна страна на дясното бедро." – всъщност раната е отзад в горната част на дясното бедро). След прегледа лекарят препоръчва болнично лечение, тъй като подозира тетанус (доклад на Скотланд Ярд).
Към 19.55 (21 часа според), линейка откарва Марков в спешното отделение на болница „Сейнт-Джеймс“ в Балъм, където е незабавно хоспитализиран.

## Лечение и смърт
Марков е прегледан от приемащ интернист и от приемащ хирург – от техните показания става ясно, че само приемащият интернист разбира и интерпретира правилно тежкото състояние. Хирургът сам признава „... направих бърз преглед“ защото не счел състоянието за хирургично. След първоначалната им оценка Марков е преведен от приемното отделение в отделение 21, където следва нов преглед, според доклада на Скотланд Ярд – в 21:30 от д-р Бърнард Райли (назован – „старшият лекар“ на болницата „Сейнт Джеймс“ в доклада на Скотланд Ярд).
Съгласно писмени спомени на д-р Райли той е бил повикан на пейджъра си от приемащия хирург, който му обяснил, освен всичко друго, че новоприетият твърдял, че по него „...е стреляно от КГБ“ („...отровен от КГБ“, според друго интервю на д-р Райли). Сестрите с лека ирония и насмешки го уведомяват, че в третата приемна стая има нов спешен пациент, твърдящ че е „... отровен от КГБ“ Д-р Райли вижда страдащ пациент, който директно му заявява че – „... знае, че е отровен от КГБ, и знае че ще умре, без лекарите да са в състояние да направят каквото и да е било.“, след което му казва кой е, от къде е, къде работи, и накратко описва инцидента така – преди ден е бил на южната автобусната спирка на моста „Ватерло“, чакайки автобус за „Bush House“, когато усетил силна ужилваща болка в задната част на дясното бедро, и се обърнал с мисълта, че някой го е убол. Марков забелязал мъж, бързо пресичащ платното и вземащ такси в южна посока.
От прегледа д-р Райли установява, че болният е в тежко състояние, с висока температура, но в съзнание, и се оплаква от гадене и повръщане. Марков показва на лекаря раната на бедрото, която е подута и болезнена (6 см втвърдена област с прободна рана в центъра), но лекарят смята, че „... можеше да бъде всичко – от ухапване до прободна рана“. Симптомите на пациента според д-р Райли наподобяват грип или вирусна инфекция (фебрилно състояние и сепсис). Направени са рентгенови снимки на въпросното дясно бедро, без да е установено наличие на чуждо тяло в него – д-р Райли отбелязва „... Рентгеновото изследване на бедрото не доказа находка на чуждо тяло. Имаше малка непрозрачност, но я интерпретирах като артефакт на влажната филмова емулсия.“. Всъщност причината за отсъствието на чуждото тяло при това рентгеново изследване не е достоверно обяснена (при подобно изследване, и точно по същия начин, по-късно се открива сачмата в тъканната проба на Владимир Костов). Споменава се за „некачествени рентгенови снимки“, но причината вероятно е в силния оток и кръвоизлив в областта, отбелязан от всички лекари,. В потвърждение на тази хипотеза са и снимките на въпросната област по време на аутопсията – вижда се с невъоръжено око дори зона на некроза около мястото на убождане (където в дълбочина се намира точно и сачмата). Същата вечер на 8 септември и няколко часа след приемането му, Марков развива нестабилност на кръвообращението, с много ниско кръвно налягане, и нерегулярна сърдечна дейност, което налага преместването му в интензивно отделение.
Доктор Райли вярва на казаното от Марков и уведомява Скотланд Ярд през нощта. На 9 септември изпращат следовател в болницата, а на 10 септември идват командирът на Антитерористичния отряд и Тайните служби – но Марков вече е в безсъзнание и неконтактен.. Тези два дни са дни на постоянно влошаване на пациента и безрезултатност от лечението. Дейвид Филипс, приятел и колега, посещава Марков в интензивното отделение вероятно на 9 септември), и също отбелязва тежкото му предсмъртно състояние, с почти нулево кръвно налягане и студени крайници. От вечерта на 10 септември започват проблеми със сърдечната дейност, тотална бъбречна недостатъчност, отоци и картина на неконтролируем шок. От тази вечер също започват и упорити епизоди на много забавена сърдечна дейност, за които Анабел Маркова е уведомена по спешност в ранната сутрин на 11 септември.
На 11 септември в 9.45 сутринта сърцето на Георги Марков спира. След безрезултатна 45-минутна реанимация, Георги Марков е обявен за починал – датата на смъртта е записана – 11 септември 1978, 10.40 сутринта.

### Аутопсия и оръдие на убийството
След като заключението е, че смъртта не се дължи на естествени причини, на 12 септември е извършена аутопсия от Руфъс Кромптън, доктор по медицина старши преподавател, патолог-консултант и директор на клиниката по съдебна медицина в „Сейнт Джеймс“. Той констатира ненормални изменения в някои органи на тялото: подути и възпалени лимфни възли, малки кръвоизливи във всички органи, огромен кръвоизлив в жлезите с вътрешна секреция. Силно увеличените лимфни възли вдясно го навеждат на мисълта, че субстанцията, причинила станалото, вероятно е проникнала от задната част на дясното бедро. Д-р Кромптън не се решава да изследва тази област поради страх от унищожаване на възможни веществени доказателства. Поради това Скотланд-Ярд възлага задачата по изследване на мястото на убождане и изследване на тъканите около раната на специализираната лаборатория в Портън Даун (Microbiological Research Establishment), където е намерена миниатюрна метална сачма с кухина. Изследването на сачмата в Портън Даун с цел идентификация на вероятното съдържимо в нея, не дава резултат..

## Разследване

### Скотланд Ярд
Веднага след смъртта на Марков, английските официални власти, предварително считащи обстоятелствата около заболяването на Марков за съмнителни, преквалифицират случилото се като „убийство“, и се започва официално разследване. Един от първите доклади на Скотланд Ярд сумира показанията на свидетелите и последователността на събитията Лекуващите лекари са подробно разпитани, документацията подробно прегледана – от анализа на данните се оформя като най-вероятна диагноза септичен шок, за чието лечение коректно са предприети всички адекватни и необходими терапевтични мерки. Според интервюта на д-р Райли, той наистина е допускал отравяне, но според него – от вид змийска отрова.
При изследването на тъканите в Портън-Даун се установява наличие на метален предмет – сачма с микроскопични размери. Изследванията продължават в специализирана балистична лаборатория, където Робин Кийли я изследва с електронен микроскоп и установява, че е изработена от платина и иридий, и че има два малки отвора, в които вероятно се е съдържала отровата. Опитът за намиране на вероятни остатъци от отровата е неуспешен.
На 25 септември разследващите получават тъканна проба от Владимир Костов и след рентгеново изследване е установено наличието на подобна метална сачма. Извадена и изследвана, тя е идентична с намерената в тялото на Марков. Проектилът–сачма е с диаметър 1.52 mm и е изработена от 90% платина и 10% иридий – неутрални субстанции спрямо човешкото тяло. В сърцевината на сачмата е изработена кухина с обем 0.2 mg, от която излизат на повърхността два канала с диаметър 0.35 mm. Те са запечатани с вид восък – такъв при Марков не е установен, но идентифициран в сачмата на Костов. Това запечатващо вещество вероятно се разтопява при определена температура и контролирано изпуска отровата в организма. След изпразването на сачмата от съдържанието ѝ и пълното разтопяване на запечатващото вещество, нищо от двете субстанции не е откриваемо чрез химично изследване. Ако обаче дълбочината на имплантиране на сачмата не е достатъчна, тогава е възможно да се открият субстанции – както е случаят с Костов.
От изследването на двете сачми е установено, че вътрешният им обем е 0.2 mg субстанция. Консултации с Кристофър Грийн, специалист по химични и биологични оръжия от ЦРУ, водят до предположенията, че отровата може да е плутоний, абрин, рицин, змийска отрова или пречистен ботулинов токсин.
Трябва да се отбележи, че отравянето с рицин през 1978 г. е толкова екзотично престъпление, че коректна диагноза е била практически невъзможна, да не говорим че и да беше възможна, за рицин в 1978 няма противоотрова (антидот). Следователно, медицинските действия на екипа, лекувал Марков, съобразно всички налични днес данни и съществуващи мнения, се определят като напълно адекватни, както по обем, така и като качество.
След като са уточнени всички тези подробности, към разследването на Скотланд Ярд се включват детективи и от Анти-терористичния отдел (BATS).
Официалното заключение на британския съдебно-медицински експерт е публикувано през януари 1979 г., и определя смъртта на Георги Марков като „убийство с използване на отровата рицин“.
Случаят се запомня така, както е огласен в пресата: „Убийството с чадъра“.

### Български следствени действия 1990 – 2013
Непосредствено след инцидента липсва официална реакция в България, а разследване на убийството на Марков става възможно след падането на комунистическия режим през ноември 1989 г. Още през декември българските секретни служби започват да унищожават документи. По-късно става ясно, че от април 1976 г. ДС е водила досие за Георги Марков в няколко тома под псевдоним „Скитник“. През януари 1990 г., ген. Владимир Тодоров (началник на Първо главно управление на ДС) е унищожил съществуващото досие, но на последвалия съдебен процес срещу него това така и не е доказано. Все пак през 1992 г. той е осъден на една година и два месеца затвор, от които излежава само половин година, но дали е имало досие с план за убийство и каква е съдбата му, остава неясно.
През есента на 1992 г. делото за разследването на убийството на Георги Марков е възложено на следователя Богдан Карайотов. След като прочита книгата „Българският чадър“ на Владимир Костов и след справка в архивите на ДС и по-специално на тогавашното МВР той попада на името на Борис Арсов. Става ясно, че ДС е правила разработка за Борис Арсов и че срещу него има планирани множество мероприятия, последното от които е той да бъде физически ликвидиран. Сред документите следователят намира писмен план за неговото убийство. Разработката срещу Борис Арсов и намерените документи са безспорно доказателство за начините и методите на работа на ДС спрямо т.нар. тогава „вражески емигранти“ и навежда Карайотов на мисълта, че подобни мероприятия вероятно са били планирани и срещу Георги Марков, въпреки че за това няма намерени доказателства.
В годините след разпадането на СССР няколко бивши служители на КГБ, сред които Олег Калугин и Олег Гордиевски правят изявления, че за убийството българската ДС е търсила техническа помощ от КГБ, като е имало варианти на отрови: отрова в храната, гел за намазване или сачма с отрова. Въпреки тези свидетелства нито българските, нито британските следователи не успяват да посочат прекия извършител на убийството. Евентуални български документи по случая вероятно са унищожени подобно на досието на Марков, унищожено от Владимир Тодоров.
През 1999 г. Карайотов се пенсионира и делото е поето от следователя Андрей Цветанов, който извършва две експертизи. През 2003 г е установено, че е възможно сачма с посочените характеристики да се изработи в България, но количеството рицин в нея е многократно по-малко от смъртоносната доза. През 2004 г българска съдебномедицинска експертиза заключава, че Марков не е лекуван правилно:с. 86. През 2008 г. изтича абсолютната давност, но делото е продължавано няколко пъти с по 6 месеца.
През септември 2008 г. след настоятелното искане от журналиста Христо Христов от архивите на Държавна сигурност е извадено досието „Пикадили“. Зад кодовото име „Пикадили“ се крие италианецът с датски паспорт Франческо Гулино, който през 70-те години е бил агент на Първо главно управление (ПГУ) на Държавна сигурност (днес Държавна агенция „Разузнаване“). Това досие е поискано още през 1993 г. от Великобритания и Дания, но България отказва да го представи. Във връзка с това разследването в Скотланд Ярд е подновено. Изпратени са детективи в България и молби за интервю с хора, свързани с Марков. Гулино се посочва като основен заподозрян в публикация на британската преса, но в британския документален филм The Umbrella Assassin („Убиецът с чадъра“) от 2006 г., се разкрива, че Гулино е жив и здрав, и все още пътува свободно из Европа.
През 2009 г. следственото дело се поема от Александър Лазаров и Красимир Кръстев, отново се разменят посещения с представители на Скотланд Ярд, но напредък не е постигнат. През 2013 г. двамата следователи предлагат прекратяване на следственото дело поради изтичане на давност. Прокуратурата го прекратява през ноември 2013 г.:с. 87, но без да оповести до какви факти и изводи е достигнала.
Същата година немският журналист Клаус Дексел снима нов документален филм за убийството на Георги Марков – „Накаран да замлъкне: Георги Марков и убийството с чадър“, в който успява да издири Гулино и дори разменя няколко реплики с него. Гулино отрича да има нещо общо с убийството.

## Разкрития на Калугин
Олег Калугин е бивш генерал-майор от КГБ, който по време на убийството е заемал висок пост – началник на Управление „К“ (външно контраразузнаване) в Първо главно управление на КГБ. През 1990 г. той първи свидетелства за участието на КГБ в планираното покушение с цел убийство.
Концентрирано и стегнато изложение на събитията според Калугин има в неговата книга. С времето настъпват известни несъответствия: докато в началото Калугин се представя като по-пряко ангажиран в събитията (интервюто в София в началото на 90-те години, интервюто във филма на Дексел, архивен запис от 05/04/1991, където Калугин пряко споменава фразата „двама мои подчинени“ във връзка с практическото осъществяване на замисъла), след ареста му в Лондон през октомври 1993 г. с обвинение за пряко участие в убийството Калугин постепенно и прогресивно се дистанцира от събитията, представяйки ролята си само като „имащ сведения“ за събитието. Също така, версията на Калугин с времето има тенденцията да „обраства“ с нови детайли и пикантни „подробности“ (например за съществували „любовни отношения“ между Марков и Людмила Живкова) които до момента не намират обективно потвърждение. По този начин, ключови детайли се замъгляват, общото значение на казаното се променя, и тезата като цяло става нефокусирана.
Според Калугин (глава „Шпионски Игри“), за първи път информация по случая е получил в началото на 1978, когато Владимир Крючков (по това време заместник-председател на КГБ СССР) получил телеграма от Димитър Стоянов, вътрешен министър на НРБ в периода 1973 – 1988. С нея Стоянов търси помощ от КГБ за изпълнение на „изричното нареждане на Тодор Живков“ за ликвидацията на Георги Марков (съгласно всички открити към 2020 г. архивни материали, такова нареждане, издадено и подписано от Тодор Живков, не е намерено). За изпълнение на това искане е необходимо одобрение от Юрий Андропов, тогава началник на КГБ, и затова Крючков и Калугин отиват при него да обсъдят въпроса. Според Калугин, Андропов е информиран от българските си колеги за личността на Марков и за проблема, който той представлява за българската страна. В по-късна публикация обаче, и цитирайки свой разговор с Джон льо Каре в Москва, Калугин твърди, че на Марков му е била издадена смъртна присъда в България, и действията на съветската страна били напълно оправдани законно. Такова решение или присъда към 2020 г. не е обективно установено да е издадено, или да съществува.
Според Калугин на проведената среща присъстват той, Андропов, Крючков и адмирал Михаил Усатов. След обсъждане на ред други въпроси, стигат и до темата „Марков“ – Крючков съобщава за получената телеграма от генерал-полковник Стоянов (с уточнението, че искането изхожда пряко от Живков) с молба за помощ за „физическо отстраняване“ на Марков. Андропов открито декларира пред присъстващите, че е против политическите убийства, но Крючков контрира, че вероятен отказ би могъл да се изтълкува като липса на доверие към Стоянов от съветска страна или, още по-лошо, като знак за дистанциране от самия Живков. Андропов нервно се съгласява с тази аргументация и нарежда да се окаже техническа помощ, съдействие и тренировка, но без пряко участие:с. 303 – 308.
След това Калугин и Крючков обсъждат в кабинета на Крючков на кого може да се възложи задачата – Калугин предлага Сергей Голубьов, на когото е възложено да проучи въпроса с наличните „специални средства“ и възможността за тяхното приложение в конкретния случай по начин, който не оставя следи. По думите на Калугин, Голубьов имал на разположение група способни кадри, пряко занимаващи се с подобни задачи, въпреки че такъв вид „мокри поръчки“ са били спрени от години. Голубьов и Юрий Суров, след съответната подготовка, заминават за София и предлагат на българската страна три варианта за изпълнение – отровен гел, нанасящ се на кожата; хранителна отрова; раняване с отровна сачма. Първоначално българската страна се спира на отровния гел, с който трябвало да се намаже дръжката на вратата на кола, но рискът от поразяване на странично лице отклонява този вариант. Друга идея е да се намаже Марков с отровен гел по време на пребиваването му на плажа (става въпрос за ваканцията на Марков в Сардиния през юни-юли 1978 г.), но и това се отхвърля поради това, че плажът е малко посетен, времето е студено, а Марков облечен. Отпада и вариантът за хранително отравяне по време на посещение в Германия:с. 310 – 311.
През лятото на 1978 г., генерал Тодоров и Голубьов се спират окончателно на идеята да се използва прострелване с отровна сачма, съдържаща високо токсичен рицин. Според Калугин КГБ е използвало рицин срещу Александър Солженицин, но той оцелял:с. 309. Голубьов се връща в София с готовото оръжие и отровния проектил. Опитът върху кон се оказал успешен, но върху човек – не:с. 311. Според изложението на Калугин, оръжието, с което се борави, е или „чадър“, или много малък пистолет, закачен към чадър.). Голубьов се връща в Москва с цел усъвършенстване на методиката, уверявайки българската страна, че резултатът ще е очакваният. Калугин твърди, че прекият извършител на убийството е българин.
По-късно Калугин получава подарък от министър Стоянов, ловно оръжие с благодарствен надпис (без уточняване повода за благодарността), но тъй като този „подарък“ напомнял на Калугин за убийството, Калугин премахнал дарствения надпис и продал оръжието.
През 1992 г. от българското посолство в Москва се свързват с Калугин и го канят на разговор. От него става ясно, че Калугин има лична покана от президента Желев да дойде в София и да разкаже на следователите всичко, каквото му е известно по случая. Калугин пристига в София през 1992 и свидетелства, назовавайки имената на всички от руска и българска страна, замесени в случая. Калугин се среща в София и с Никола Марков.

## Хипотези за извършителя
Първоначалната хипотеза на Скотланд Ярд е, че убийството е извършено вероятно по поръчение на българската ДС със съдействието на КГБ. Тази версия се налага и в България след промените. Българското разследване през 1991 г. издига и допълнителни версии, но основно внимание обръща на версията, че е убит от българските специални служби. Версията се поддържа и от разказите на Олег Калугин и Олег Гордиевски.
Други версии са, че е починал от естествена смърт, убит от антикомунистически емигрантски организации или от септимицичен шок, ненавременно диагностициран и овладян от лекарите:с. 101
Хипотезата за септимицичен шок, получен от одраскване на котка, е издигната от Ангелина Петрова
Версията, че виновни за убийството са английските специални служби, тъй като го били разкрили като сътрудник на ДС, не искали да допуснат да напусне Великобритания (той планирал преместване в Мюнхен) и целят да използват смъртта му за дискредитиране, е предпочитана от Бончо Асенов и други автори, свързани с ДС:с. 303.

## В културата
Книги
- Береану, Владимир и др. Кой уби Георги Марков.   София, Сибия, 1991. с. 96.
- Христов, Христо. Убийте „Скитник“ Българската и британската държавна политика по случая Георги Марков.   954-649-800-9, Сиела, 2005.
- Ангелина Петрова „Убийте котката на Георги Марков“ София, 2006
- Асенов, Бончо. Случаят „Георги Марков“.   Книгоиздателска къща „Труд“, 2018. ISBN 978-954-398-557-9. с. 280.

Филми
- Йордан Йорданов - режисьор, Христо Христов – сценарист, документален филм „Досиетата „Скитник“ БНТ, 2001
- Radice, Mark. The Umbrella Assassin.   Windfall Films for Channel 5 TV, 2006. Посетен на 25 април 2021. (на английски) английски документален филм
- „Secrets of the Dead – „Umbrella Assassin“, Documentary, 2006. – адаптирана за американския канал PBS версия на оригиналния " The Umbrella Assassin", 2006.
- Клаус Дексел – документален филм „Накаран да замлъкне: Георги Марков и убийството с чадър“ 2013 г.